# Irisbus
Iveco bus (cunoscut în trecut ca Irisbus) este un producător european de autobuze care a apărut în urma fuziunii companiilor Fiat, Iveco și Renault în ianuarie 1999. Este o divizie a IVECO.

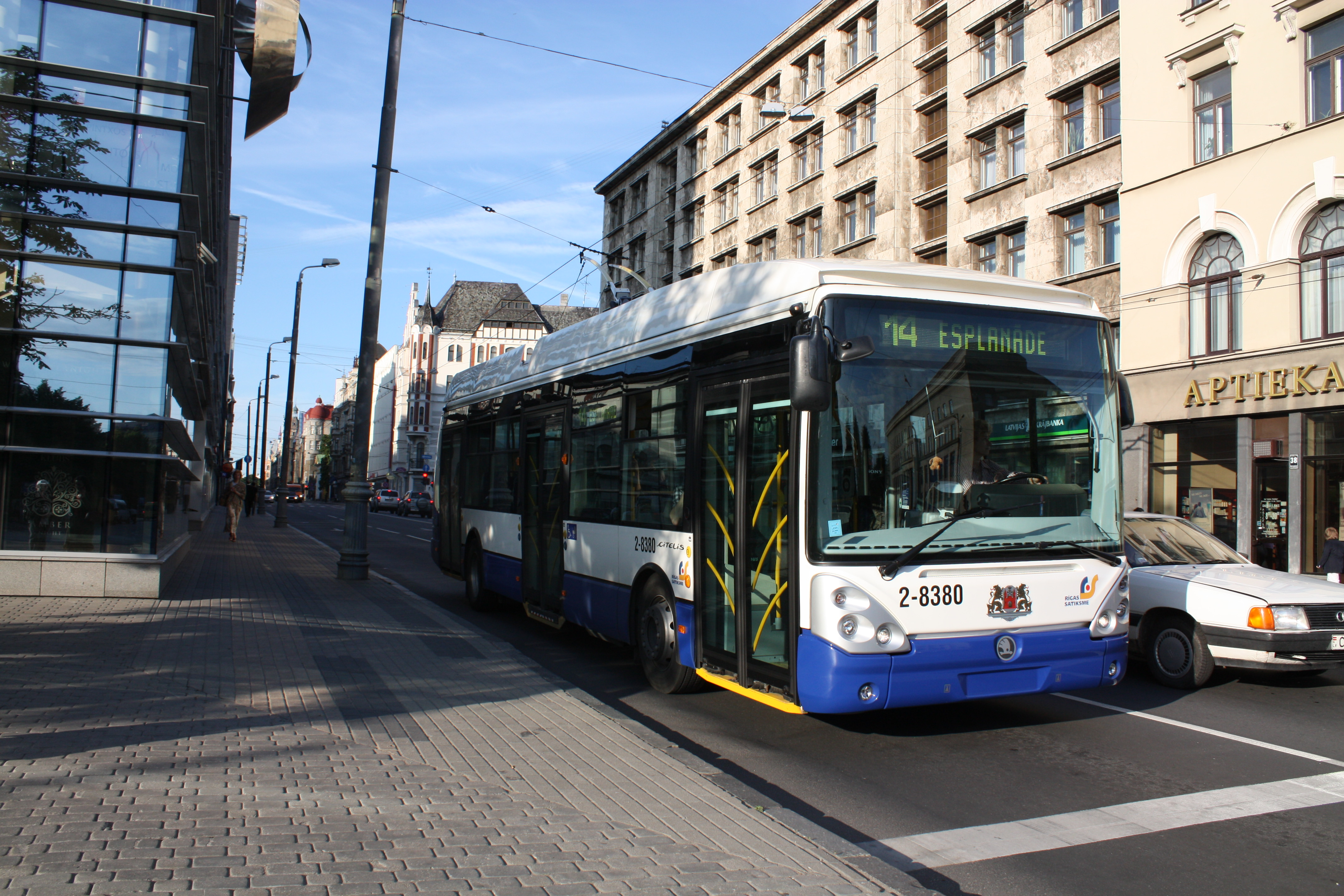
Troleibuzul Škoda 24 Tr Irisbus pe străzile din Riga